# 부슈나가세역
부슈나가세역(일본어: 武州長瀬駅, ぶしゅうながせえき)은 일본 사이타마현 이루마군 모로야마정에 있는 도부 철도 오고세 선 역이다. 역 번호는 TJ 44이다.

## 역 구조
상대식 승강장 2면 2선의 지상역에서 교상 역사를 가진다. 남쪽, 북쪽 출입구와 개찰 층을 연결하는 엘리베이터, 다기능 화장실이 설치되어 있다. 본 역의 역장이 오고세 선 전역을 관리하고 있다. 본 역에서 히가시모로 역까지는 복선 구간이다.
역 북쪽 주변에 기타구치 역 광장과 역전 거리 신설을 포함한 토지 구획 정리 사업을 하고 있다. 또, 북쪽 출입구 개설 및 자유 통로 설치를 포함한 교상역에 재시공을 하였고 2013년 10월에 완성되었다.

### 승강장
| 번호 | 노선      | 방향 | 행선                                               |
| ---- | --------- | ---- | -------------------------------------------------- |
| 1    | 오고세 선 | 하행 | 오고세 방면                                        |
| 2    | 오고세 선 | 상행 | 사카도・ 도조 선 가와고에・와코시・이케부쿠로 방면 |

- 다만, 사카도 역으로의 도조 본선은 사카도 역에서 환승이 필요하다.

## 역 주변
미나미구치, 기타구치 역전 광장에는 로터리가 있으며, 택시나 버스의 발착이 가능하다. 주변은 주택지이다. 인근에는 조사이 대학, 메이카이 대학, 일본 의료 과학 대학, 사이타마 의과 대학이 소재하고 학생들의 거주도 많다.
- 무사시노 공원 묘지
- 모로야마마 정 역사 민속 자료관
- 나가세긴자 상점가
- 모로야마 나가세 우체국
- 야오코 나가세점
- 시마무라 나가세점
- 후지야(빵집) 부슈나가세점
- 맥도날드 모로야마점
- 회전 초밥 활선 모로야마점

## 역사
- 1934년 12월 16일: 영업 개시.

## 사진

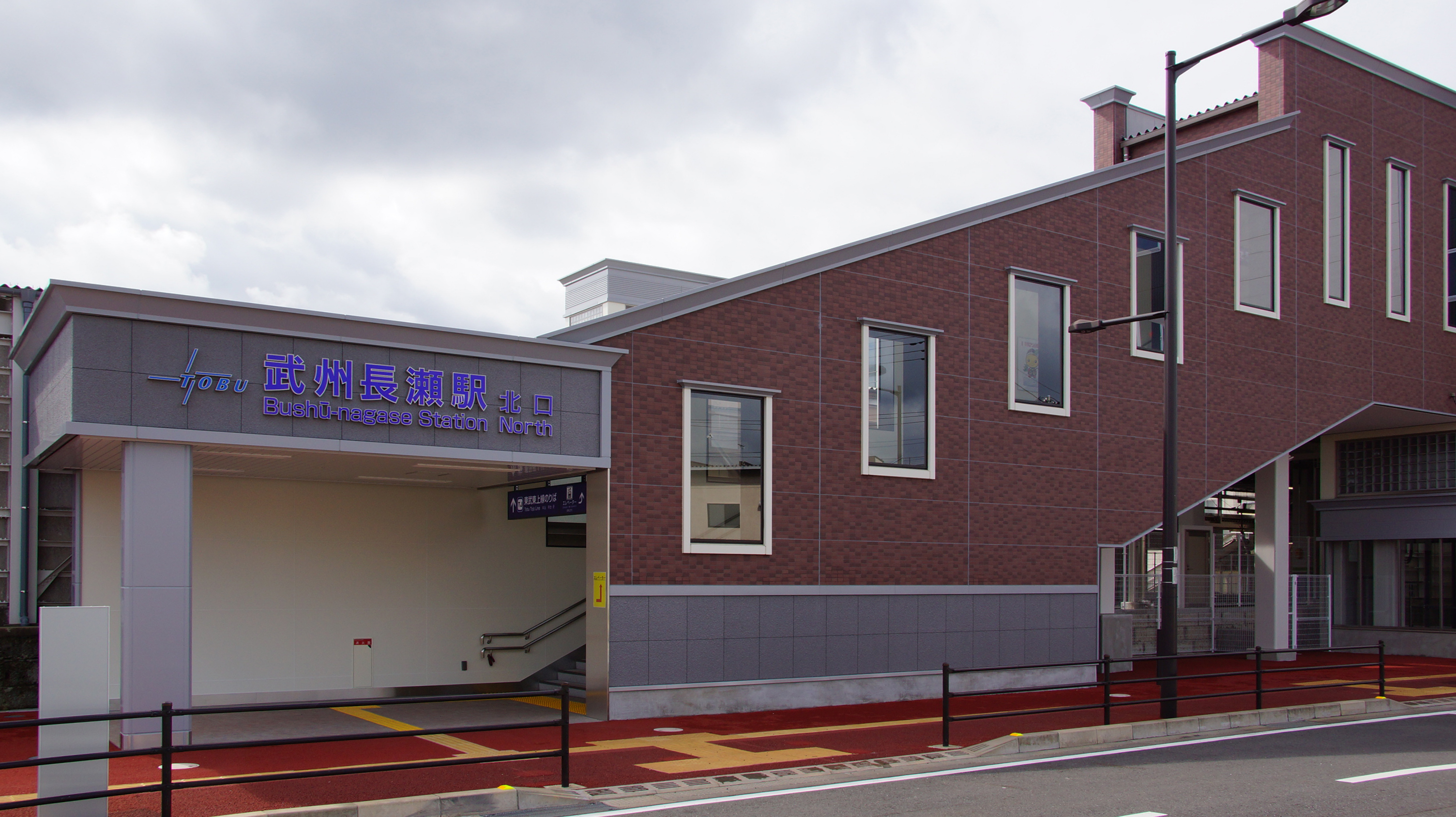
북쪽 출입구
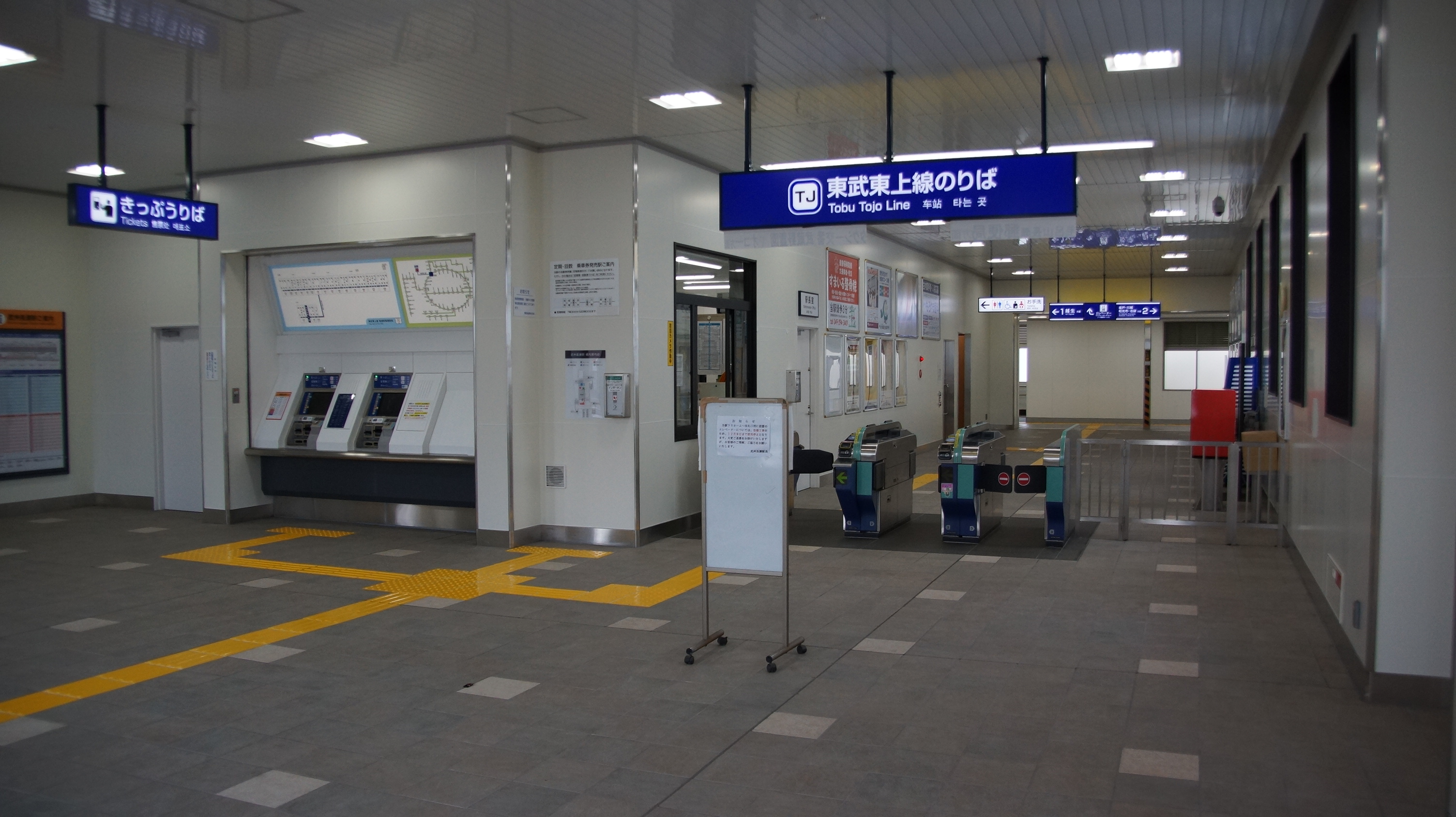
개찰구

## 인접역
| 도부 철도 오고세 선        | 도부 철도 오고세 선 | 도부 철도 오고세 선          |
| -------------------------- | ------------------- | ---------------------------- |
| TJ 43 가와카도 사카도 방면 |                     | 히가시모로 TJ 45 오고세 방면 |